# Ohn no khao swè
 (juillet 2020).
Si vous disposez d'ouvrages ou d'articles de référence ou si vous connaissez des sites web de qualité traitant du thème abordé ici, merci de compléter l'article en donnant les références utiles à sa vérifiabilité et en les liant à la section « Notes et références ».
La ohn no khao swè (birman : အုန်းနို့ခေါက်ဆွဲ) est une soupe de nouilles birmane. Elle ressemble au khao soi (en) de Chiang Mai (Thaïlande) et de Luang Prabang (Laos) et à la laksa malaisienne.